# Wouter van Nispen tot Sevenaer

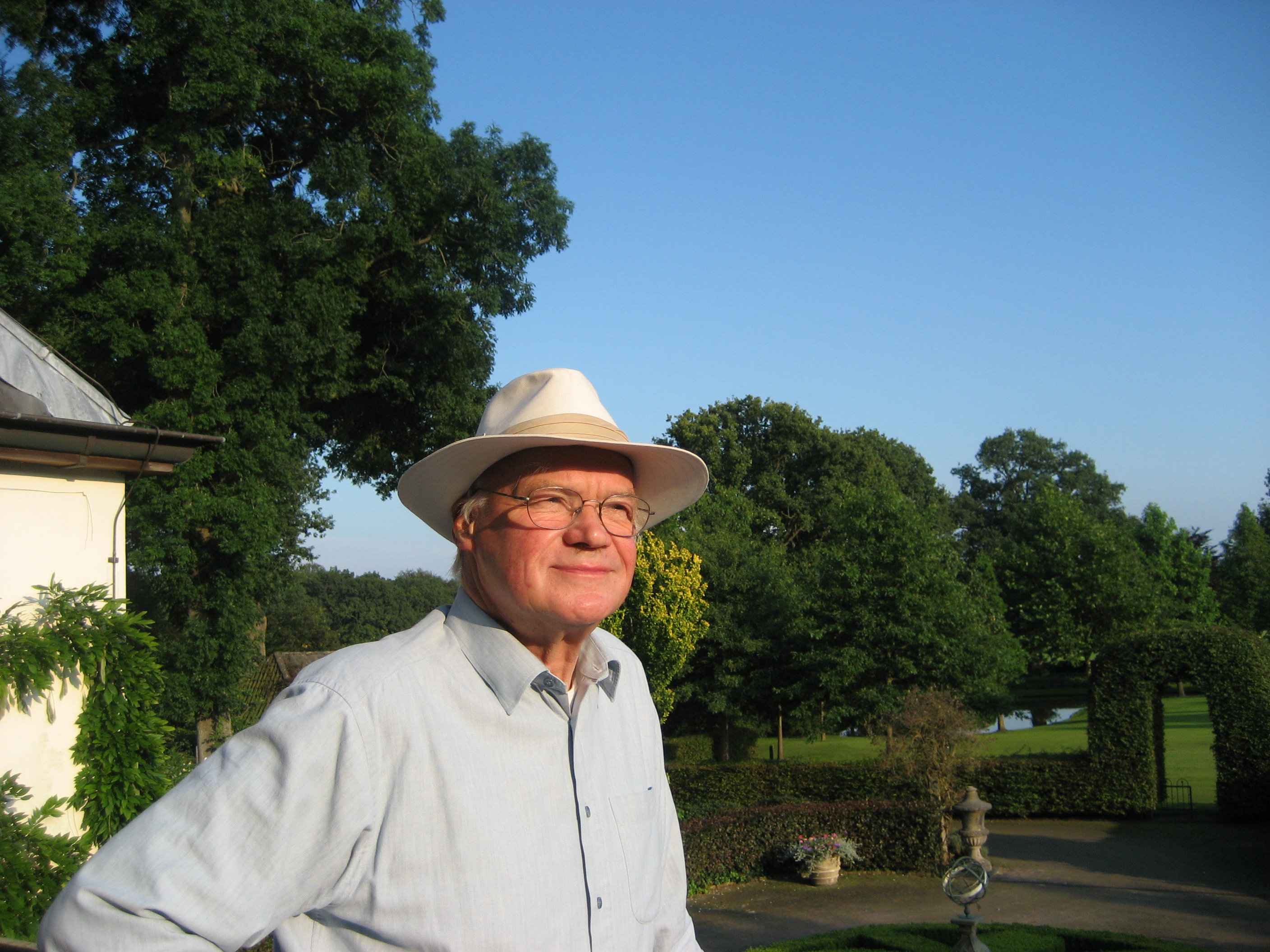
Wouter van Nispen tot Sevenaer in 2008

Jhr. mr. Wouter Joan Carel Marie van Nispen tot Sevenaer (Den Haag, 17 februari 1937 - aldaar, 4 juli 2008) was griffier van de Hoge Raad der Nederlanden.

## Biografie
Van Nispen was lid van de familie Van Nispen en een zoon van jhr. Eugène Octave Marie van Nispen tot Sevenaer (1895-1957), directeur van de Rijksdienst voor de Monumentenzorg en Marie Johanna barones van Voorst tot Voorst (1907-2009), lid van de familie Van Voorst tot Voorst.
Van Nispen studeerde rechten in Leiden en vervulde zijn dienstplicht bij de cavalerie. In 1967 trouwde hij in Oosterbeek met jkvr. Claire Elizabeth Teixeira de Mattos (1940), lid van de familie Teixeira de Mattos, uit welk huwelijk twee dochters en een zoon werden geboren. Vanaf zijn huwelijksjaar was hij directiesecretaris bij Staatsbosbeheer, waar hij later hoofd Publiekrechtelijke Zaken werd. Die laatste functie verruilde hij in 1981 voor het griffierschap van de Hoge Raad der Nederlanden in Den Haag, waarmee hij het hoofd van de ambtelijke organisatie werd. Deze functie bekleedde hij tot aan zijn pensioen ruim twintig jaar, hetgeen hem tot de op een na langst zittende griffier maakte. Hij werd opgevolgd door Eveline Hartogs.
Van Nispen bekleedde verscheidene nevenfuncties, waaronder vicevoorzitter van het bestuur van de Stichting Kasteel Heeze en (vice)voorzitter van het bestuur van de Stichting Onderwijs aan het Minder Valide Kind.
Vanaf 2004 verzorgde Van Nispen de inleidingen van verscheidene educatieve luisterboeken.

### Luisterboeken
- Govert Schilling, Evoluerend heelal. Een hoorcollege over de levensloop van de kosmos. Den Haag, 2004.
- Herman Beliën, Vaderlandse geschiedenis. Een hoorcollege over het ontstaan van Nederland. Den Haag, 2004.
- Herman Philipse, Acht filosofische miniaturen. Een hoorcollege over grote denkers, van Plato tot Wittgenstein. Den Haag, 2004.
- H.W. von der Dunk, Cultuurgeschiedenis van Europa. Een hoorcollege over de Europese cultuur in de 20e eeuw. Den Haag, 2004.
- Frits Beukers, Reis door de wiskunde. Een hoorcollege wiskunde voor alfa's. Den Haag, 2004.
- Leo Samama, Mozart. Een hoorcollege over zijn leven en werk. Den Haag, 2006.
- Joep Leerssen, Literatuurgeschiedenis. Een hoorcollege over de geschiedenis van de Europese letteren. Den Haag, 2007.